# Lojban
Lojban är ett konstgjort språk med en entydig, regelbunden grammatik baserad på predikatlogik. Det är trots sin matematiska utformning avsett att talas och användas för kommunikation mellan människor. Lojban skapades 1987 och är baserat på Loglan som ursprungligen skapades på 1950-talet av James Cooke Brown i syfte att testa den så kallade Sapir–Whorf-hypotesen om och hur språket påverkar människors sätt att tänka. Det är baserat på de sex mest använda språken i världen, nämligen mandarin, engelska, hindi, spanska, ryska och arabiska i just denna prioriteringsordning.  
Då Brown aldrig frisläppte Loglan för allmän användning, utan fortsatte att privat ändra och utveckla det, bröt sig en grupp av hans följeslagare loss och bildade organisationen Logical Language Group (LLG), och skapade istället språket Lojban med syftet att göra detta allmänt tillgängligt och få det att användas som ett riktigt språk. 
ISO-språkkoden för Lojban är jbo. 
Några viktiga egenskaper kännetecknar Lojban:
- Tänkt att användas för kommunikation emellan människor och eventuellt maskiner.
- Kulturellt neutralt (ej speciellt baserat på västerländska språk)
- En entydig grammatik som gör det möjligt att utan tveksamheter tolka ljud till ord.
- En regelbunden grammatik där alla regler gäller utan undantag.
- Enkelt jämfört med naturliga språk
- Så få restriktioner som möjligt när det gäller att formulera tankar och idéer.